# Prefettura di Macenta
Macenta è una prefettura della Guinea nella regione di Nzérékoré, con capoluogo Macenta.
La prefettura è divisa in 15 sottoprefetture:
- Balizia
- Binikala
- Bofossou
- Daro
- Fassankoni
- Kouankan
- Koyamah
- Macenta
- N'Zébéla
- Ourémai
- Panziazou
- Sengbédou
- Sérédou
- Vassérédou
- Watanka